# ハール測度
解析学におけるハール測度（ハールそくど、英: Haar measure）は、局所コンパクト位相群上で定義される正則不変測度である。ハンガリーの数学者アルフレッド・ハールにその名を因む。

## 定義
G を局所コンパクト群、B を G のコンパクト集合全体から生成される完全加法族とする。零でない非負値完全加法的集合関数 μ: B → R+ ∪ {∞} で、以下の条件
1. G のコンパクト集合 K の測度 μ(K) は有限値をとる。
2. G の開集合 O の測度はコンパクト集合 K ⊂ O で内側から近似される（μ(O) = sup μ(K)）。
3. G の任意の部分集合 S の測度 μ(S) は開集合 O ⊃ S で外側から近似される（μ(S) = inf μ(O)）。
4. G の元 g による左移動作用に関して任意の集合 S の測度は不変である（μ(g(S)) = μ(S)）。

を全て満たすものを測度空間 (G, B) 上の左ハール測度と呼ぶ。一般に条件の 2-3 が満たされる測度は正則 (regular) であるといい、また不変性をいう条件 4 を右移動作用に関する不変性あるいは両側不変性に取り替えて、右ハール測度やハール測度が定義される。
局所コンパクト群上に左（あるいは右）ハール測度は必ず存在して、しかも正定数倍の違いを除いて一意に定まる（二つの左ハール測度 μ, μ′ があれば μ = c μ′ となる正の定数 c が取れ、また右不変なものに関しても同様である）。逆元を取る作用により左不変測度は右不変測度に、右不変測度は左不変測度にそれぞれ移される。

## 不変汎関数
局所コンパクト群 G 上のコンパクト台を持つ複素数値連続関数のなすベクトル空間を Cc(G) とし、その連続的双対空間を M(G) とする。不変ハール測度は不変正値汎関数（ハール汎関数とも呼ばれる）と一対一に対応するので、しばしば不変ハール測度と不変ハール汎関数とを同一視して扱われる。
実際に、局所コンパクト群 G とその上の左ハール測度 μ に対して Cc(G) の元  f の μ に関する積分を対応させる汎関数
{\displaystyle \Phi \colon f\mapsto \int _{G}f(x)d\mu (x)}
は左不変ハール汎関数であり、逆に左不変ハール汎関数 Φ が与えられたとき、左ハール測度 μ で Φ の各 f ∈ Cc(G) ので値 Φ(f) を f の μ に関する積分として実現するものが取れる。ただし、複素数値汎関数が正値あるいは非負値であるとは、G 上の関数 f(x) が正値（恒等的に非負）ならば
{\displaystyle \int _{G}f(x)d\mu (x)\geq 0}
となることを言う。また、汎関数が左不変であるとは、G の元 g の G における左移動作用の構造移行
{\displaystyle \int _{G}f(gx)d\mu (x)=\int _{G}(L_{g^{-1}}f)(x)d\mu (x)=\int _{G}f(x)d(L_{g}\mu )(x)}
によって汎関数の空間 M(G) への左移動作用を定めるとき Lgμ = μ が G の任意の元 g でなりたつことをいう。左不変性を右不変性、両側不変性に取り替えたものも同様に定める。

## 例
通常の位相と加法に関する位相群 Rn における通常のルベーグ測度 dx や通常の位相と乗法に関する位相群 R×
+  の乗法的なルベーグ測度 dx/x はハール測度である。
有限群 G の平均化作用素
{\displaystyle f(x)\mapsto {\frac {1}{|G|}}\sum _{g\in G}f(xg)}
を積分の形で
{\displaystyle \int _{G}f(x)d\mu (x)={\frac {1}{|G|}}\sum _{g\in G}f(g)}
と書いたときの dμ はハール測度である。もう少し一般に、離散位相を持つ位相群上の数え上げ測度はハール測度を与える。

## モジュラー函数
局所コンパクト群 G とその上の左ハール測度 μ および G の元 g に対し、g による右移動 Rg で μ を移した Rgμ はやはり左不変測度である。したがってハール測度の一意性から
{\displaystyle R_{g}\mu =\Delta _{G}(g)\mu }
となる G 上の正値函数 ΔG が存在する。これを "群 G 上のモジュラー函数 (modular function)と呼ぶ。モジュールは絶対値 1 の複素数全体の成すコンパクト群 T1 を表現加群とする G の表現（群の指標）を与え、その意味でモジュラー指標 (modulus character) と呼ばれることもある。また、
{\displaystyle \Delta _{G}^{-1}\mu (x)=\mu (x^{-1})}
は右ハール測度であり、この式はハール測度 μ の取り方には依らないから、この意味でモジュール ΔG は「左右のハール測度のずれ」を測るものであるとみることもできる。特に ΔG が恒等的に 1 に等しいとき、局所コンパクト群 G は両側不変なハール測度を持ちユニモジュラー (unimodular) であるといわれる。
- アーベル群が必ずユニモジュラーであることは直ちにわかる。
- コンパクト群は、連続像がコンパクトであることと正数全体の成す乗法群 R ×
+  の有界な部分群が {1} に限ることとの二者からやはり必ずユニモジュラーになる。

局所コンパクト群 G 上の左ハール測度 μ と自己同型 φ があれば、φ−1(μ) (φ−1(dμ(x)) := dμ(φ(x))) はやはり左不変測度であり φ−1(μ) = aμ なる正定数がある。このとき、mod(φ) = a と記して "自己同型 φ の" 母数、モジュールなどと呼ぶ。これはハール測度のとり方によらない（とくに右不変ハール測度から定義しても同じ値が現れる）ことが確かめられる。
- 左移動作用 Ls のモジュール modG(s) := mod(Ls)はちょうど ΔG(s) の逆数になる。

K が局所コンパクト体ならば、K の左正則表現の作用素、つまり乗法群 K×の元 s による加法群 K への左移動作用
{\displaystyle L_{s}\colon x\mapsto sx}
は加法群 K 上の自己同型であるのでそのモジュールを考えることができるが、これを modK(s) と記す：
{\displaystyle \mathrm {mod} _{K}(s):=\mathrm {mod} (L_{s}).}
さらに、modK(0K) = 0K と置いて K 上の関数に拡張すると、これは正の実数全体への連続函数となる。
この局所コンパクト体上のモジュールは絶対値の概念の自然な一般化である。実際、実数体 R 上のルベーグ測度 dx に対して任意の区間 (a, b) 上の関数 f(x) を与えるとき
{\displaystyle \int _{a}^{b}f(x)d(sx)={\begin{cases}s\int _{s^{-1}b}^{s^{-1}a}f(x)dx=-s\int _{s^{-1}a}^{s^{-1}b}f(x)dx&(s<0),\\[5pt]s\int _{s^{-1}a}^{s^{-1}b}f(x)dx&(s>0).\end{cases}}}
となるので、a → −∞, b → ∞ とすれば
{\displaystyle \int _{\mathbb {R} }f(x)d(sx)=|s|\int _{\mathbb {R} }f(x)dx}
となり、d(sx) = |s| dx すなわち、modR(s) = |s| が得られる。また、体の拡大あるいは有限階数の多元環の拡大 L/K が与えられるとき、NL/K を拡大の被約ノルムとして
{\displaystyle \mathrm {mod} _{L}=\mathrm {mod} _{K}\circ N_{L/K}}
が成り立つ。特に、C を複素数体、H を四元数体とすると、それぞれの標準的な絶対値 |•| に対して
{\displaystyle \mathrm {mod} _{\mathbb {C} }(c)=|c|^{2},\quad \mathrm {mod} _{\mathbb {H} }(q)=|q|^{4}}
などとなる。とくに、局所コンパクト体はモジュールを付値として局所体の構造を持つ。

## 注記
1. ↑  モジュラー函数というと、重みが 0 のモジュラー形式を指すことが多いが、それとは異なる。